# 't Groote Holt
 't Groote Holt is een monumentaal herenhuis in het Van der Feltzpark in de Nederlandse stad Assen.

## Beschrijving
Volgens overlevering stond de villa eerder in Smilde en werd het na afbraak steen voor steen weer in Assen opgebouwd. Het pand is door een onbekende architect ontworpen in eclectische stijl. Het staat georiënteerd op het kruispunt met de Beilerstraat.
Het huis is samengesteld uit drie delen, met gepleisterde gevels met schijnvoegen, plint, smalle cordonlijst en een verdieping onder twee met tuiles du nord en Oegstgeester pannen gedekte schilddaken en een met Hollandse pannen gedekt zadeldak.
De voorgevel heeft een symmetrische opbouw, die wordt geaccentueerd door middel van lisenen in de middenpartij. De verhoogde middenpartij heeft een tuitgevel onder zadeldak en op de verdieping een balkon. In elk van de drie delen zijn op elke bouwlaag twee licht getoogde vensters met profiellijst aangebracht. In de casementen onder het rondboogvenster in de middenpartij wordt de naam van het huis vermeld.
Het huis valt binnen het beschermd stadsgezicht van Assen.

## Waardering
Het pand werd in 1994 opgenomen in het Monumentenregister. Het is "van architectuurhistorische waarde als gaaf en mooi voorbeeld van negentiende-eeuwse woonhuisarchitectuur voor de gegoede burgerij. Omdat het beeldbepalend pand is gesitueerd op een gevoelige locatie in de "paleizenbuurt", waar veel waardevolle negentiende-eeuwse en vroeg twintigste-eeuwse woonhuisarchitectuur is geconcentreerd, heeft het huis grote stedebouwkundige en ensemblewaarde."